# Коссово-Полесское
Ко́ссово Поле́сское (бел. Ко́сава Пале́скае) — железнодорожная станция, расположенная в 12 километрах от города Коссово в деревне Нехачево Ивацевичского района Брестской области. Рядом со станцией расположена деревня Зелёный Бор.
Станция расположена между станцией Ивацевичи и станцией Бронная Гора.
Приблизительно в 1,5 километрах от трассы М1.